# Федотов, Лукьян Петрович
Лукьян Петрович Федотов — иерей, священномученик, местночтимый святой Украинской Православной Церкви.

## Биография
Родился 13 октября 1895 года в городе Изюме Харьковской губернии. Рукоположен в 1920 году. В 1924 году окончил Киевскую богословскую школу. Служил в кладбищенской церкви Изюма. 15 октября 1937 года арестован и приговорен к расстрелу. Расстрелян 17 января 1938 года в Харькове.

## Канонизация
22 июня 1993 года Определением Священного Синода Украинской Православной Церкви принято решение о местной канонизации подвижника в Харьковской епархии, в Соборе новомучеников и исповедников Слободского края (день памяти — 19 мая (1 июня)).
Чин прославления подвижника состоялся во время визита в Харьков 3-4 июля 1993 года Предстоятеля Украинской Православной Церкви Блаженнейшего Митрополита Киевского и всея Украины Владимира, в кафедральном Благовещенском соборе города.